# Frontflip

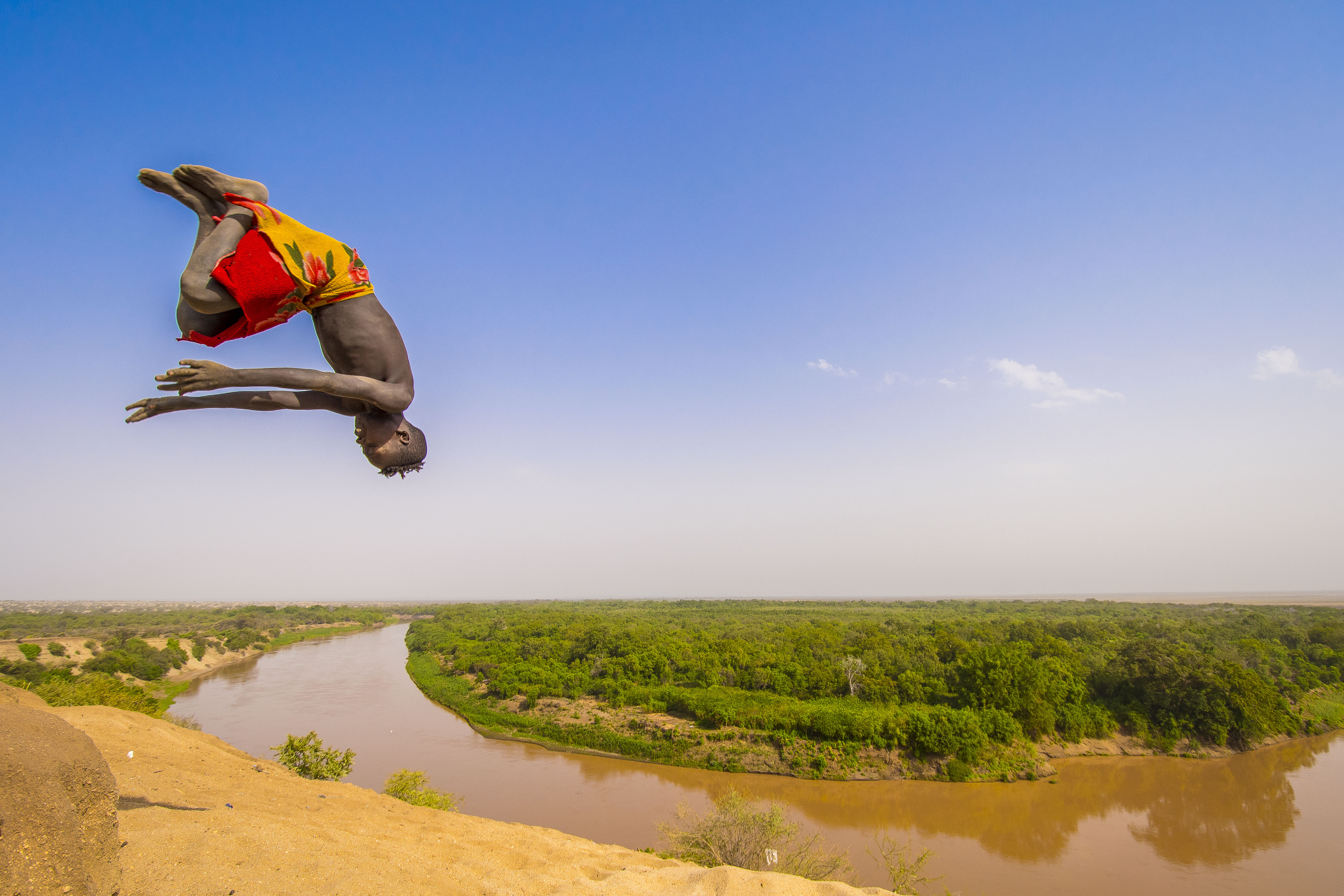
Ein Frontflip

Der Frontflip ist ein Vorwärts-Überschlag, der bei Freestyle-Disziplinen (Extreme Martial Arts, Surfing, Snowboard, Ski, Motocross), Radsportarten, beim Freerunning, Stuntscooter oder beim Turnen vollbracht wird.
Um einen Frontflip auszuführen, springt man in die Luft und dreht sich vorwärts 360° um die horizontale Achse, um dann wieder auf den Füßen, der (fahrbaren) Unterlage oder den Rädern zu landen.
Der Frontflip ist das Gegenstück zum Backflip.